# IPCC:s sjätte utvärderingsrapport

IPCC:s sjätte utvärderingsrapport (AR6) är den sjätte cykeln av rapporter från FN:s klimatpanel (IPCC) som bedömer vetenskaplig, teknisk och socioekonomisk information om klimatförändringar med hjälp av forskare och data från myndigheter. Tre arbetsgrupper (WGI, II och III) har presenterat var sin delrapport: 
- Klimat i förändring 2021: Den naturvetenskapliga grunden (AR6 WGI) i augusti 2021. Den beräknar att 50-årshändelser (extrema värmehändelser på land som brukade inträffa en gång vart 50:e år i ett klimat utan mänsklig påverkan) i nutid troligen inträffar 4,8 gånger på 50 år, när den globala uppvärmningen är cirka 1 °C sedan industrialiseringen, och troligen inträffar 13,9 gånger på 50 år om den globala uppvärmningen stiger till 2 °C.[1]
- Klimat i förändring 2022: Effekter, anpassning och sårbarhet (AR6 WGII), publicerad i februari 2022. Den drar slutsatsen att många effekter är på gränsen till att bli oåterkalleliga.[2]
- Klimat i förändring 2022: Att begränsa klimatförändringen (AR6 WGIII), publicerad i april 2022. Den säger att utsläppen av växthusgaser måste kulminera senast 2025, för att den globala uppvärmningen sannolikt ska kunna begränsas till 1,5 °C. Utan en förstärkning av klimatpolitiken utöver den som hade implementerats vid slutet av 2020 beräknas en global uppvärmning på mellan 2,2 och 3,5°C (3,0°C väntevärde) fram till år 2100.[3]

Var och en av arbetsgruppsrapporterna har en sammanfattning av huvudslutsatserna för beslutsfattare, som har översatts till svenska av SMHI.
En sammanfattande slutlig rapport, kallad Klimat i förändring 2023: Syntesrapport (AR6 SYN), publicerades av IPCC den 20 mars 2023.
Under AR6-cykeln, inför ovanstående rapporter, har även följande specialrapporter tagits fram av IPCC:
- Specialrapport om konsekvenser av global uppvärmning med 1,5 grad (SR15), år 2018[5]
- Specialrapport om klimatförändringar och marken (SRCCL), eller Specialrapport om klimatförändringar, ökenspridning, markförstöring, hållbar markförvaltning, livsmedelssäkerhet och växthusgasflöden i terrestra ekosystem, 2019.[6]
- Specialrapport om havet och kryosfären i ett förändrat klimat (SROCC), 2019.[7]

## Den naturvetenskapliga grunden(rapport från arbetsgrupp 1)

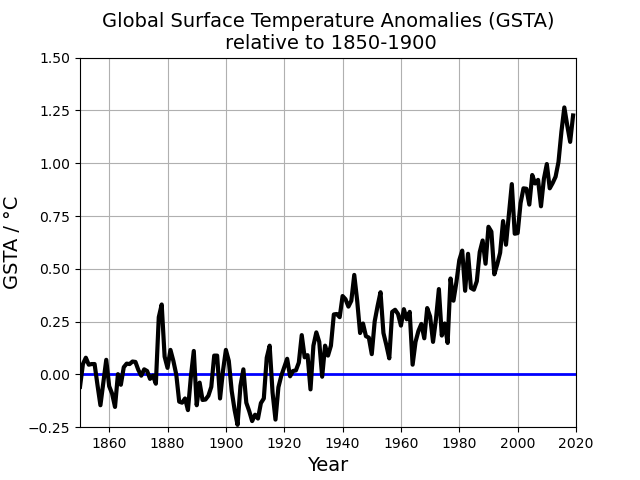
Variation av den årliga observerade globala medeltemperaturen (1850–2019) i förhållande till genomsnittet för 1850–1900 (blå linje), som rapporterats i sammanfattningen för politiska beslutsfattare (SPM)

Uppmätta förändringar av den globala yttemperaturen under de senaste 170 åren (svart streck) i förhållande till 1850–1900 och årsgenomsnitt, jämfört med en-klimatmodellsimuleringar av temperaturförändringar orsakade av kombinerade mänskliga och naturliga drivkrafter (röd), och av endast naturliga drivkrafter (solenergi och vulkanisk aktivitet), grön. Helfärgade linjer visar genomsnittet av flera modeller, och färgade områden visar datorsimuleringarnas konfidensintervall. Källa: IPCC AR6 WGI, figur SPM.1b, sid. SPM-7. Version utan Fahrenheit-skala.

Den första av de tre arbetsgrupperna publicerade sin delrapport den 9 augusti 2021, Climate Change 2021: The Physical Science Basis. Totalt 234 forskare från 66 länder bidrog till denna första arbetsgruppsrapport (WGI). Författarna byggde på mer än 14 000 vetenskapliga artiklar för att producera en delrapport på 3 949 sidor, som sedan godkändes av 195 regeringar. Dokumentet Sammanfattning för politiska beslutsfattare (SPM) föreslogs av forskare och accepterades rad för rad av de 195 regeringarna i IPCC under de fem konferensdagarna fram till den 6 augusti 2021. Det publicerades måndagen den 9 augusti 2021.
Enligt rapporten går det bara att undvika en uppvärmning på 1,5 °C eller 2 °C om massiva och omedelbara minskningar av växthusgasutsläppen görs. I en förstasidesartikel beskrev The Guardian rapporten som "dess skarpaste varning hittills" för "stora oundvikliga och irreversibla klimatförändringar", ett tema som upprepas av många tidningar runt om i världen. 
Den tekniska sammanfattningen (TS) ger en detaljnivå mellan sammanfattningen för beslutsfattare (SPM) och den fullständiga rapporten. Dessutom gjordes en interaktiv atlas "för en flexibel rumslig och tidsmässig analys av både datadriven information om klimatförändringar och bedömningsresultat i rapporten." I enlighet med IPCC-protokollet som antogs i maj 2011 sammanställdes en errata och fortsätter att sammanställas. Trettiofyra frågor publicerades som en del av FAQ -sektionen, var och en relaterad till ett kapitel i rapporten. Regionala faktablad gjordes tillgängliga för geografiska regioner i världen, baserat på fakta från rapporterna. Datorbilder gjordes tillgängliga som en del av "Outreach Materials" för presskonferenser och grundläggande presentationer.

### Slutsatser
Arbetsgrupp 1 (WGI)-rapporten, Climate Change 2021: The Physical Science Basis, består av tretton kapitel och fokuserar på den grundläggande konsensusen inom klimatvetenskapen bakom orsakerna och effekterna av mänskliga utsläpp av växthusgaser. Jämfört med tidigare bedömningar inkluderade rapporten mycket mer i detalj om regionala följder av den globala uppvärmningen. 
Havsnivåhöjningen år 2100 förväntas vara från en halv till en meter, men två till fem meter är inte uteslutet, eftersom inlandsisens instabilitetsprocesser fortfarande är dåligt förstådda. 
Rapporten kvantifierar klimatkänsligheten till mellan 2,5 °C till 4,0 °C för varje fördubbling av koldioxid i atmosfären, medan den bästa uppskattningen är 3 °C.:SPM-11 I alla de presenterade socioekonomiska färdvägarna når temperaturen 1,5 °C uppvärmningsgräns, åtminstone under en period, vid mitten av 2000-talet. Joeri Rogelj, chef för Grantham Institute och en ledande IPCC-författare, sa dock att det är möjligt att helt undvika en uppvärmning på 1,5 °C, men för att uppnå det skulle världen behöva minska utsläppen med 50 % till år 2030 och med 100 % till år 2050. Om världen inte drastiskt börjar minska utsläppen vid tidpunkten för nästa rapport från IPCC, kommer det inte längre att vara möjligt att förhindra 1.5 °C uppvärmning. SSP1-1.9 är en ny färdväg med en ganska låg strålningsdrivning på 1,9 W/m2 år 2100 för att modellera hur människor skulle kunna hålla uppvärmningen under 1,5 °C tröskel. Men även i detta scenario toppar den globala temperaturen på 1,6 °C åren 2041–2060 och sjunker därefter. 

AR6 har studerat scenariospektrumet som når från 1,5 °C till 5 °C, och bedömer den sannolika temperaturökningen till cirka 3 °C i slutet av seklet. Det är troligt att 1,5 °C kommer att nås före 2040. Hoten från sammansatta effekter är högre än i tidigare IPCC-rapporter. Den berömda hockeyklubban har utökats. 

Ökning av frekvensen av extrema händelser med global uppvärmning i den sjätte utvärderingsrapportens sammanfattning för beslutsfattare.

Extremväder förväntas bli vanligare i takt med ökande temperatur, och sammansatta effekter (som värme och torka tillsammans) kan ge större påverkan på samhällen. Rapporten visar en stor förändring från tidigare IPCC i forskarnas möjligheter att tillskriva specifika extrema väderhändelser till klimatförändringarna.
Den globala koldioxidbudgeten för att hålla temperaturökningen under 1,5 °C uppskattas till 500 miljarder ton mer växthusgas, vilket skulle kräva att hela världen når nettonollutsläpp (klimatneutralitet) före år 2050. Att hålla sig inom denna budget, om man räknar från början av år 2020, ger 50 % chans att hålla sig under 1,5 °C. För att ha en chans på 67 procent är budgeten 400 miljarder ton och för en chans på 83 procent är den 300 miljarder ton.:SPM-29f Rapporten säger att det är mycket viktigt att snabbt minska utsläppen av metan, för att göra kortsiktiga vinster och således köpa tid för att minskade koldioxidutsläpp ska få effekt.
Eventuell framtida uppvärmning kommer att öka förekomsten av extrema väderhändelser. Även i en 1,5 °C temperaturökning förväntas det bli "en ökande förekomst av några extrema händelser som saknar motstycke i observationshistoriken". Sannolikheten för händelser som varit mer sällsynta ökar mer.:SPM-15
Frekvensen och intensiteten av sådana händelser beräknas att öka avsevärt med uppvärmningen, enligt följande tabell::SPM-18

Fem färdvägar (SSP:er) för olika nivåer av utmaningar för klimatanpassning (x-axeln) respektive för begränsning av klimatförändringarna (y-axeln).

| Namn på händelse                 | Klimatet 1850–1900 | 1 °C uppvärmning (nutid)          | 1.5 °C uppvärmning                | 2 °C uppvärmning                   | 4 °C uppvärmning                   |
| -------------------------------- | ------------------ | --------------------------------- | --------------------------------- | ---------------------------------- | ---------------------------------- |
| 1 på 10 års värmebölja           | Normalt            | 2,8 gånger oftare, 1,2 °C varmare | 4,1 gånger oftare, 1,9 °C varmare | 5,6 gånger oftare, 2,6 °C varmare  | 9,4 gånger oftare, 5,1 °C varmare  |
| 1 på 50 års värmebölja           | Normalt            | 4,8 gånger oftare, 1,2 °C varmare | 8,6 gånger oftare, 2,0 °C varmare | 13,9 gånger oftare, 2,7 °C varmare | 39,2 gånger oftare, 5,3 °C varmare |
| 1 på 10 år med kraftig nederbörd | Normalt            | 1,3 gånger oftare, 6,7 % blötare  | 1,5 gånger oftare, 10,5 % blötare | 1,7 gånger oftare, 14,0 % blötare  | 2,7 gånger oftare, 30,2 % blötare  |
| 1 på 10 års torka                | Normalt            | 1,7 gånger oftare, 0,3 sd torrare | 2,0 gånger oftare, 0,5 sd torrare | 2,4 gånger oftare, 0,6 sd torrare  | 4,1 gånger oftare, 1,0 sd torrare  |

#### Geopolitik
Geopolitik har för första gången inkluderats i klimatmodellerna, i form av fem delade socioekonomiska färdvägar(en) (Shared Socioeconomic Pathways, SSP:er), vars definitioner publicerades 2016:
- SSP1 "Taking the Green Road" - Hållbarhet (Små utmaningar)
- SSP2 "Middle of the Road" (Medelmåttiga utmaningar)
- SSP3 "A Rocky Road" - Regional rivalitet (Stora utmaningar)
- SSP4 "A Road Divided" - Ojämlikhet (Klimatanpassningsutmaningar dominerar)
- SSP5 "Taking the Highway" - Fossilbränsleutveckling (Utmaningar att begränsa klimatförändringarna dominerar)

Atmosfäriska CO₂-koncentrationer av SSP under 2000-talet (projicerade av MAGICC6, en enkel/reducerad klimatmodell). Varje prickad punkt representerar ett medelvärde av simulerade värden genererade från 6 klimatmodeller (AIM/CGE, GCAM4, IMAGE, MESSAGE-GLOBIOM, REMIND-MAGPIE, & WITCH-GLOBIOM).

Dessa fem färdvägar förutsätter att internationellt samarbete och en global ökning av BNP kommer att underlätta anpassningen till klimatförändringarna. De geopolitiska färdvägarna fungerade som en av källorna för bildandet av Shared Socioeconomic Pathways i rapporten tillsammans med andra källor.:1–98ff Ett av antagandena var att tillräckligt med BNP och teknik som härrör från utvecklingen av fossila bränslen kommer att tillåta anpassning även till 5 °C temperaturhöjning. Rapporten som är baserad på konsensusvetenskap och skrevs av hundratals forskare bekräftade dock inte antagandet om anpassning till 5 °C. Vissa experter antar att medan oddsen för ett värsta scenario (5 °C) och det bästa basfallet (1,5 °C) idag verkar lägre, är det mest troliga resultatet är runt 3 °C.

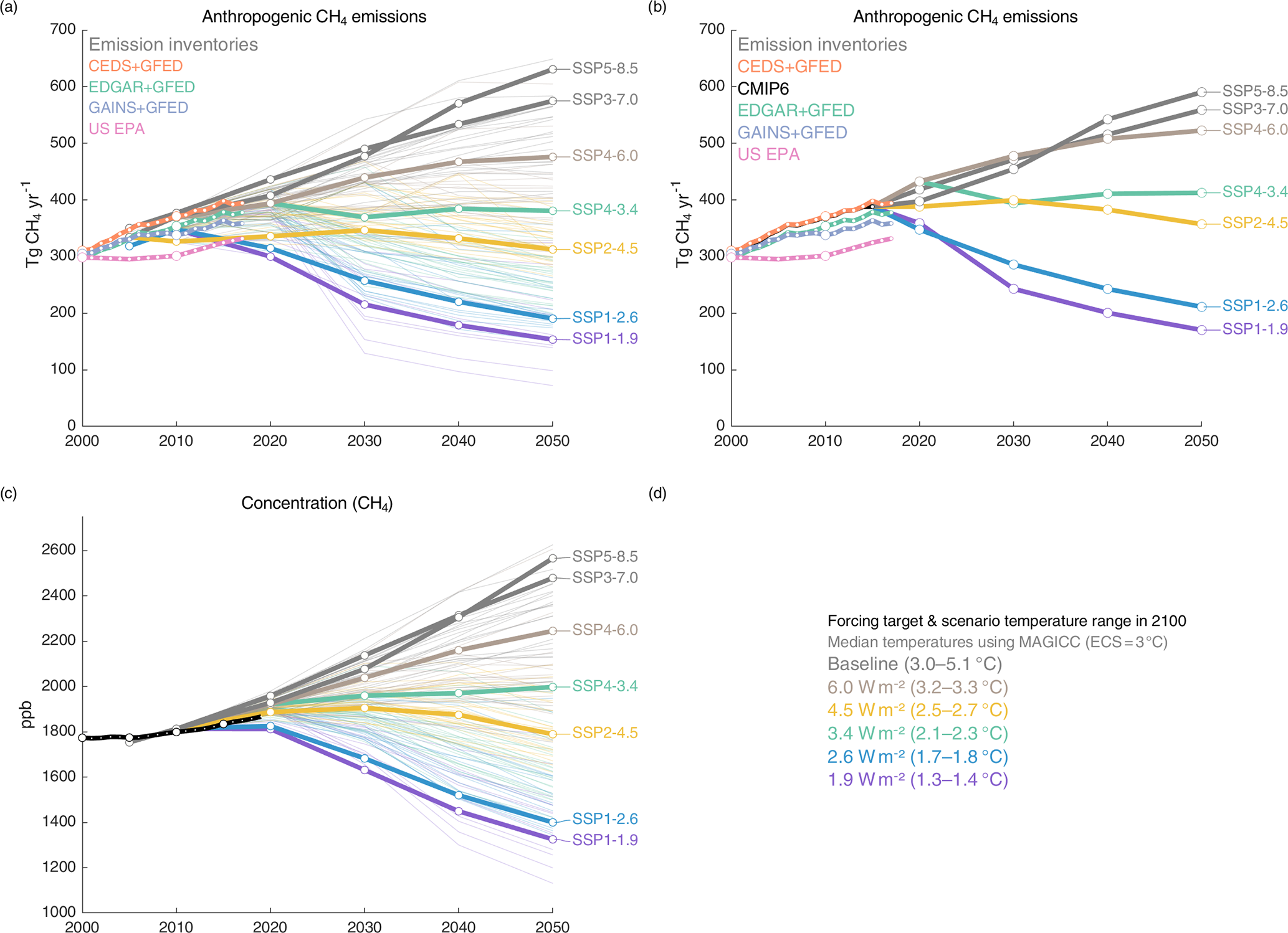
Metanutsläpp

Rapporten säger uttryckligen: "Varje färdväg är en internt konsekvent, rimlig och integrerad beskrivning av en socioekonomisk framtid, men dessa socioekonomiska framtider tar inte hänsyn till effekterna av klimatförändringarna, och ingen ny klimatpolitik antas. ... Genom designen tar inte utvecklingen av drivkrafter och utsläpp inom SSP-scenarierna hänsyn till effekterna av klimatförändringar.":1–100
| SSP      | Scenario | Beräknad uppvärmning (2041–2060) | Beräknad uppvärmning (2081–2100) | Mycket troligt intervall i °C (2081–2100) |
| -------- | --- | -------------------------------- | -------------------------------- | ----------------------------------------- |
| SSP1-1.9 | mycket låga växthusgasutsläpp: CO2-utsläpp minskas till nettonoll runt 2050                                                            | 1,6 °C                           | 1,4 °C                           | 1,0 – 1,8                                 |
| SSP1-2.6 | låga växthusgasutsläpp: CO2-utsläpp minskas till nettonoll runt 2075                                                                   | 1,7 °C                           | 1,8 °C                           | 1,3 – 2,4                                 |
| SSP2-4.5 | mellanliggande växthusgasutsläpp: CO2-utsläpp runt nuvarande nivåer fram till 2050, för att sedan sjunka men inte nå nettonoll år 2100 | 2,0 °C                           | 2,7 °C                           | 2,1 – 3,5                                 |
| SSP3-7.0 | höga växthusgasutsläpp: CO2-utsläpp fördubblas till 2100                                                                               | 2,1 °C                           | 3,6 °C                           | 2,8 – 4,6                                 |
| SSP5-8.5 | mycket höga växthusgasutsläpp: CO2-utsläpp tredubblas till 2075                                                                        | 2,4 °C                           | 4,4 °C                           | 3,3 – 5,7                                 |

IPCC:s sjätte rapport uppskattade inte sannolikheterna för scenarierna men en kommentar från 2020 beskrev SSP5-8.5 som mycket osannolik, SSP3-7.0 som osannolik och SSP2 -4,5 som sannolikt. En rapport som citerar ovanstående kommentar visar dock att RCP8.5 är den bästa matchningen med de kumulativa utsläppen från 2005 till 2020.

### Mottagande

#### Inom vetenskap
Publiceringen av rapporten skedde under sommaren på norra halvklotet, där det var mycket extremt väder, som en värmebölja i västra Nordamerika, översvämningar i Europa, extrema regn i Pakistan, Indien och Kina och skogsbränder i flera länder. Vissa forskare beskriver dessa extrema väderhändelser som tydliga luckor i modellerna som används för att skriva rapporten, där den upplevda erfarenheten visar sig vara allvarligare än konsensusvetenskapen.

#### Inom politik
Efter publiceringen av arbetsgrupp 1-rapporten sa EU:s vicepresident Frans Timmermans att det inte är för sent att förhindra skenande klimatförändringar. Storbritanniens premiärminister Boris Johnson sa att nästa decennium kommer att vara avgörande för planetens framtid.

#### Av aktivister
Den svenska klimataktivisten Greta Thunberg sa att rapporten "bekräftar vad vi redan vet från tusentals [av] tidigare studier och rapporter - att vi befinner oss i en nödsituation".

#### I media
I en förstasidesartikel tillägnad rapporten, beskrev The Guardian den som "den starkaste varningen hittills" för "stora oundvikliga och oåterkalleliga klimatförändringar". Detta meddelande upprepades av många mediekanaler efter publiceringen av rapporten.

#### Av FN
FN:s generalsekreterare, António Guterres, kallade rapporten för en "röd kod för mänskligheten".

## Effekter, anpassning och sårbarhet(Rapport från arbetsgrupp 2)
Den andra delen av rapporten sammanställd av arbetsgrupp II (WGII), publicerades den 28 februari 2022. Med titeln Climate Change 2022: Impacts, Adaptation & Vulnerability, är den fullständiga rapporten på 3675 sidor, plus en 37-sidig sammanfattning för beslutsfattare. Den innehåller information om klimatförändringarnas effekter på naturen och på mänsklig aktivitet. Ämnen som undersöktes var förlust av biologisk mångfald, migration, risker för stads- och landsbygdsaktiviteter, människors hälsa, livsmedelssäkerhet, vattenbrist och energi. Den utvärderar också sätt att hantera dessa risker och belyser hur klimattålig utveckling kan vara en del av en större förändring mot hållbarhet.
Rapporten fann att klimateffekten ligger i den övre delen av tidigare uppskattningar, då alla delar av världen kommer att påverkas. Åtminstone 3,3 miljarder människor, omkring 40 % av världens befolkning, faller nu i den allvarligaste kategorin "mycket sårbara", med de värsta effekterna i utvecklingsvärlden. Om utsläppen fortsätter på sin nuvarande väg kommer Afrika att förlora 30 % av sin areal för majsodling och 50 % av sin mark som odlas för bönor. En miljard människor står inför översvämningar på grund av höjning av havsnivån. Klimatförändringar, tillsammans med andra faktorer, ökar också risken för utbrott av infektionssjukdomar. Rapporten återger också bevis för att Kina kommer att betala den högsta ekonomiska kostnaden om temperaturen fortsätter att stiga. Konsekvenserna kommer att inkludera matosäkerhet, vattenbrist, översvämningar, särskilt i kustområden där de flesta av befolkningen lever på grund av högre havsnivåhöjning än genomsnittet, och kraftigare cykloner. Vid någon tidpunkt kan en del av jorden möta upplevda temperaturer som är högre än vad människor och andra däggdjur kan klara mer än i sex timmar. Sammantaget identifierade rapporten 127 olika negativa effekter av klimatförändringar, några av dem oåterkalleliga.
Människor kan till viss del skydda sig mot effekterna av klimatförändringar, genom klimatanpassning. Sammantaget har framsteg gjorts när det gäller anpassning i alla sektorer och regioner, även om dessa framsteg är ojämnt fördelade och många initiativ prioriterar omedelbara risker framför långsiktig transformation. Ändå finns det genomförbara och effektiva anpassningsalternativ tillgängliga och många anpassningsåtgärder har fördelar utöver att minska klimatrisker, inklusive positiva effekter på målen för hållbar utveckling. Till exempel tar de flesta av nuvarande anpassningar upp vattenrelaterade risker. Anpassningar som förbättrad vattenhantering, vattenlagring och bevattning minskar sårbarheten och kan också ge ekonomiska och ekologiska fördelar. På liknande sätt kan anpassningsåtgärder som skogsjordbruk, jordbruks- och landskapsdiversifiering och urbant jordbruk öka livsmedelstillgången, samtidigt som hållbarheten förbättras. 
WGII betonade ytterligare behovet av bevarande för att upprätthålla biologisk mångfald och mildra effekterna av klimatförändringar. Rapporten säger: "Nyare analyser, som bygger på en rad olika bevis, tyder på att upprätthållande av den motståndskraft som krävs för biologisk mångfald och för ekosystemstjänster är beroende av ett effektivt och rättvist globalt bevarande av cirka 30 % till 50 % av jordens land, sötvatten och havsområden, inklusive ekosystem som för närvarande är nästan naturliga." Rapporten var kritisk till tekniska tillvägagångssätt för koldioxidavlägsnande, och antydde istället att urbanisering kan underlätta begränsningsstrategier som kollektivtrafik och förnybar energi. Rapporten varnar också för att det finns höga risker förknippade med teknologier som hantering av solstrålning; plantering av skog på onaturliga platser; eller "dåligt implementerad bioenergi, med eller utan kolavskiljning och -lagring".
Rapporten lägger stor vikt vid anpassningens gränser. Det sägs att vissa mänskliga och naturliga system redan nått "mjuka anpassningsgränser", inklusive mänskliga system i Australien, små ö-nationer, Amerika, Afrika och Europa. Vissa naturliga system når till och med de "hårda anpassningsgränserna" redan idag, som delar av koraller, våtmarker, regnskogar, ekosystem i polar- och bergsregioner. Om temperaturökningen kommer att nå 1,5 °C, kommer ytterligare ekosystem och mänskliga system att nå hårda anpassningsgränser, inklusive regioner som är beroende av glaciärer och snövatten och små ö-nationer. Vid 2 °C temperaturhöjning, kommer mjuka gränser att nås av många basgrödor i många områden. Vid 3 °C kommer hårda gränser att nås av delar av Europa. 
I linje med betoningen av klimatanpassningens gränser lyfter rapporten också fram förluster och skador, vilket innebär negativa konsekvenser av klimatförändringar som inte kan undvikas genom anpassning. Rapporten konstaterar att sådana förluster och skador redan är utbredda: torka, översvämningar och värmeböljor blir allt vanligare, och en massutrotning är redan på gång. Att vidta åtgärder på kort sikt för att begränsa uppvärmningen till under 1,5°C skulle avsevärt minska framtida förluster och skador, men kan inte eliminera alla. Tidigare har rika länder motsatt sig att ta ansvar för dessa förluster.
Rapporten slår fast att även ett tillfälligt överskridande av 1,5 gradersgränsen kommer att leda till negativa effekter på människor och ekosystem. Rapporten säger: "Beroende på omfattningen och varaktigheten av överskridandet, kommer vissa effekter att orsaka utsläpp av ytterligare växthusgaser (med medelhög konfidens) och vissa kommer att vara irreversibla, även om den globala uppvärmningen minskar (hög konfidens)". En klimattålig utveckling kommer att bli svårare om den globala temperaturen stiger med 1,5 grader över förindustriella nivåer, medan om den stiger med mer än 2 grader blir det omöjligt "i vissa regioner och subregioner". Även om rapportens utsikter är dystra, hävdar dess slutsats att det fortfarande finns tid att begränsa uppvärmningen till 1,5 grader Celcius genom drastiska minskningar av utsläppen av växthusgaser, men sådana åtgärder måste vidtas omedelbart. Dessutom kan klimattålig utveckling ha både anpassnings- och begränsningsfördelar, men det kräver internationellt samarbete och samarbeten med lokala samhällen och organisationer.

## Att begränsa klimatförändringen(Rapport från arbetsgrupp 3)
Den tredje arbetsgruppens (WGIII) rapport Climate Change 2022: Mitigation of Climate Change presenterades den 4 april 2022.
WGIII fann att: "De antropogena nettoutsläppen av växthusgaser har ökat sedan 2010 inom alla huvudsakliga sektorer i världen. En ökande andel av utsläppen kan tillskrivas urbana områden. Utsläppsminskningarna av koldioxid från fossila bränslen och industriprocesser, till följd av förbättringar av energiintensitet i förhållande till BNP och kolintensitet av energi, har varit mindre än utsläppsökningarna till följd av ökande globala aktivitetsnivåer inom industri, energiförsörjning, transport, jordbruk och byggnader." (SMHI:s översättning.)

### Viktiga slutsatser
Rapporten använder några nya tillvägagångssätt som att inkludera olika sociala aspekter, deltagande av ungdomar, ursprungsbefolkningar, städer och företag i lösningen. Den säger att "Internationellt samarbete är en avgörande möjliggörare för att uppnå ambitiösa mål för att minska klimatförändringarna". Internationellt samarbete har positiv och mätbar effekt på klimatbegränsning. Det ger kritiskt stöd för många begränsningsåtgärder. Deltagande i internationella överenskommelser leder till antagande av klimatpolitik. För att förhindra att den globala temperaturen stiger mer än 2 grader över den förindustriella nivån behöver det internationella samarbetet vara mycket starkare än nu eftersom många utvecklingsländer behöver stöd från andra länder som är högre än tidigare för kraftfulla klimatåtgärder.
Enligt rapporten kan begränsningsåtgärder på efterfrågesidan minska växthusgasutsläppen med 40–70 % till år 2050, jämfört med scenarier där länder kommer att uppfylla sina nationella löften som ges före 2020. För att dessa åtgärder ska kunna genomföras framgångsrikt bör de vara kopplade "till att förbättra grundläggande välbefinnande för alla". 
Rapporten säger att för att uppnå nettonollutsläpp är det nödvändigt att använda tekniker för avlägsnande av koldioxid. Rapporten jämför olika metoder för avlägsnande av koldioxid (CDR), inklusive agroforestry, återplantering av skog, hantering av blått kol, restaurering av torvmark och andra.
Städer har stor potential att minska utsläppen av växthusgaser. Utan någon åtgärd förväntas städer släppa ut 65 GtCO 2-eq till år 2050. Med begränsningsåtgärder i full skala skulle utsläppen kunna sänkas till nära noll, med det värsta scenariot som antar en icke-reducerbar återstod på 3 GtCO2-ekvivalenter. Stadsplanering, stöd för blandad användning av utrymmen, transitering, fotgängare, cyklister och samåkning kan minska utsläppen i städerna med 23–26 %. Stadsskogar, sjöar och annan blå och grön infrastruktur kan minska utsläppen direkt och indirekt (till exempel genom att minska energikonsumtionen för kylning).
Byggnader fick stor uppmärksamhet. Byggnader släppte ut 21 % av de globala växthusgasutsläppen år 2019. 80–90 % av deras utsläpp kan minskas samtidigt som de hjälper till att uppnå andra hållbara utvecklingsmål. Rapporten introducerar ett nytt system för att minska utsläppen av växthusgaser i byggnader: SER = Sufficiency, Efficiency, Renewable (tillräcklighet, effektivitet, förnybarhet). Tillräckliga åtgärder kräver inte särskilt komplex teknik, energiförsörjning, underhåll eller utbyte under byggnadens livslängd. Dessa inkluderar naturlig ventilation, gröna tak, vita väggar, blandad användning av utrymmen, kollektivt samutnyttjande av utrustning etc. Att minska växthusgasutsläppen från byggnader är kopplat till delningsekonomi och cirkulär ekonomi.
Rapporten fann att det inte finns några bevis för att hållbar utveckling kräver fossila bränslen. Klimatjournalisten Amy Westervelt, som reagerade på rapporten, beskrev denna upptäckt som en av de mest radikala, som motbevisar ett vanligt påstående av förespråkare för energifattigdom, att utveckling skulle kräva användning av fossila bränslen.
IPCC fann att anständiga levnadsstandarder kräver mindre energi än tidigare konsensus har förmodat. För att nå välbefinnande för alla är den erforderliga energiförbrukningen enligt rapporten endast "mellan 20 och 50 GJ per kapita och år beroende på sammanhang." En mer rättvis inkomstfördelning kan minska utsläppen. Färdvägar för begränsning baserat på låg efterfrågan och hög effektivitet kan uppnå anständig levnadsstandard och välbefinnande för alla. Färdvägar baserade på minskning av konsumtionen, som involverar hållbar utveckling, har mindre negativa resultat än färdvägar baserade på hög konsumtion och snäva begränsningar.
Rapporten nämner en viss förbättring till följd av globala klimatåtgärder. Till exempel avtog avskogningstakten efter 2010 och det totala skogstäcket ökade under de senaste åren på grund av återplantering av skog i Europa, Asien och Nordamerika.

## Debatt

### Läckor
Under utarbetandet av de tre huvudsakliga AR6-rapporterna läckte en liten grupp forskare och observatörer en del information om resultaten från arbetsgrupp III (Mitigation of Climate Change) genom organisationen Scientist Rebellion . Eftersom regeringar kan ändra sammanfattningarna för beslutsfattare (SPM) för IPCC-rapporter, var forskarna oroliga för att politiker skulle kunna göra sammanfattningens slutsatser och de slutliga varningarna urvattnade.
Enligt den läckta informationen borde mänskligheten minska utsläppen av växthusgaser med 50 % till 2030 och helt till 2050 för att begränsa uppvärmningen till 1,5 grader Celcius. Dessa insatser kräver kraftiga förändringar i livsstil och ekonomi.
Enligt en slutsats i CTXT, publikationen som först publicerade det läckta materialet från rapporten, visar den "att den globala ekonomin snabbt måste flyttas bort från ett beroende av konventionell BNP-tillväxt, men att rapporten bagatelliserar detta."

### Deltagande
Liksom andra stora internationella vetenskapliga processer har IPCC anklagats för att inte tillräckligt inbegripa forskare från den globala södern. Exempel är snedvridande krav som hindrar afrikanska forskare från att delta, såsom publiceringskrav och att vara expertgranskare innan de får gå med i panelen av bidragsgivare. På samma sätt hade den naturvetenskapliga rapporten endast 28 % kvinnor i sitt författarteam.